# رودني فرنسيس
رودني فرنسيس (بالإنجليزية: Rodney Holman)‏ هو لاعب كرة قدم أمريكية أمريكي، ولد في 20 أبريل 1960 في يبسيلانتي في الولايات المتحدة.

## وصلات خارجية
- رودني فرنسيس على موقع مرجع كرة القدم المحترفة.كوم (الإنجليزية)
- رودني فرنسيس على موقع IMDb (الإنجليزية)